# Mirotice
Mirotice é uma cidade checa localizada na região da Boêmia do Sul, distrito de Písek.